# Zbigniew Danek
Zbigniew Danek (ur. 7 kwietnia 1956 w Częstochowie) – filolog klasyczny, specjalista z zakresu filozofii starożytnej, zwłaszcza platońskiej, doktor habilitowany, profesor nadzwyczajny UŁ, pracownik naukowy Uniwersytetu Łódzkiego, kierownik Zakładu Literatury Łacińskiej.

## Edukacja i kariera akademicka
- W 1975 uzyskał maturę (ukończywszy I LO im. J. Słowackiego w Częstochowie).
- W latach 1975–1979 studiował filologię klasyczną w Uniwersytecie Łódzkim.[2]
- W 1979 został magistrem filologii klasycznej na podstawie pracy magisterskiej pt. Lukrecjusza i Owidiusza hymny do Wenus (prom. prof. dr hab. Bohdan Wiśniewski).
- W latach 1979–1981 zatrudniony w Częstochowie jako instruktor Wojewódzkiego Ośrodka Wychowania Środowiskowego.
- W latach 1981–1987 asystent w Katedrze Filologii Klasycznej UŁ.
- W grudniu 1987 roku obronił dysertację doktorską pt. Platoński dialog „Kratylos” próbą określenia właściwej relacji między słowem a przedmiotem nazywania (prom. prof. dr hab. Bohdan Wiśniewski).
- W latach 1988–2000 zatrudniony jako adiunkt w Katedrze Filologii Klasycznej UŁ.
- 30 czerwca 2000 roku odbył kolokwium habilitacyjne na podstawie rozprawy pt. Myślę, więc nie wiem. Próba interpretacji platońskiego dialogu “Teajtet” (Łódź 2000, Wyd. UŁ). W roku 2001 otrzymał za nią nagrodę Rektora UŁ I stopnia.
- Od 2002 pełni funkcję kierownika Zakładu Literatury Łacińskiej.
- W 2003 mianowany profesorem nadzwyczajnym UŁ.

## Zainteresowania naukowe
latynistyka; neolatynistyka; filozofia starożytna; Platońska teoria poznania; teoria językoznawcza Platona; językoznawstwo ogólne; twórczość Lukrecjusza i jej recepcja; etyka Cycerona.

## Ważniejsze publikacje (w wyborze)

### Publikacje książkowe
- Jest jakaś słuszność słowa... O platońskim dialogu “Kratylos”, Łódź 1995: Wyd. UŁ.
- Myślę, więc nie wiem. Próba interpretacji platońskiego dialogu “Teajtet”, Łódź 2000, Wyd. UŁ.

### Artykuły naukowe (obcojęzyczne)
- Gleichgültig, wer der Erzähler ist? – zu “Phaidros” 275b5–c2, [w:] Collectanea Philologica I in honorem memoriamque Stephani Oświecimski (1906–1990), edenda curaverunt Ignacy Ryszard Danka et Krzysztof Tomasz Witczak, Łódź 1995, s. 33–46
- Alterum Socraticae maieuseos testimonium, [w:] Collectanea Philologica II in honorem Annae Mariae Komornicka, edenda curaverunt J. Rybowska et K. T. Witczak, Łódź 1995, s. 81-89.
- Utrum scientia nostra in ratione verbisque omnis posita sit? (De “Theaeteto” Platonis), „Eos” 87(2), 2000, s. 373-379.

### Artykuły naukowe (polskojęzyczne)
- Lukrecjusz o początkach rodzaju ludzkiego, „Studia filozoficzne” 1984, z. 1, s. 121–134.
- Starożytni o powstaniu mowy ludzkiej, „Meander” 41(6), 1986, s. 225–234.
- O pewnym „błędzie” Platona, „Meander” 45(4-6), 1990, s. 149-164.
- Myśl – słowa niewypowiedziane. Platon: Teajtet, Sofista, Fileb, „Studia filozoficzne” 1990, z. 4, s.163–175.
- Kto się przyśnił Sokratesowi? (Platon,  Teajtet 201d8-202c5), „Eos” 80, 1992, s. 221–232.
- Platon o spostrzeganiu zmysłowym, „Meander” 47(9-10), 1992, s. 469–487.
- Platońska filozofia mowy, [w:] Collectanea Philologica I in honorem memoriamque Stephani Oświecimski (1906–1990), edenda curaverunt I. R. Danka et K. T. Witczak, Łódź 1995, s. 47–60.
- Bezcelowość wysiłku poznawczego – Platon wobec paradoksu, [w:] Collectanea Philologica III Deodato Wiśniewski Septuagenario Oblata, edenda curaverunt K. T. Witczak et W. Wróblewski, Łódź 1999, s. 97–121.
- Czy Platon w dialogu “Sofista” wyjaśnia istotę błędu?, “Meander” 55(6), 2000, s. 501-512.
- Łódzkie przekłady poematu Lukrecjusza „De rerum natura”, [w:] Tradycje filologii klasycznej w regionie łódzkim, „Collectanea Philologica” 7, Łódź 2003, Wyd. UŁ, s. 37–62
- Platon o twórczości poetów, „Sprawozdania z czynności i posiedzeń naukowych ŁTN” 58, 2004, s. 153–162.
- Platon i Arystoteles o strukturze języka, "Studia Indogermanica Lodziensia" 6, 2009, s. 179-186.

## Inne rodzaje działalności
- Prof. Zbigniew Danek jest redaktorem dwóch czasopism naukowych: "Meander" i "Studia Indogermanica Lodziensia".
- Prof. Zbigniew Danek jest propagatorem łaciny żywej i organizatorem licznych konferencji i sesji latynistycznych.
- Prof. Danek jest opiekunem Koła Naukowego Młodych Klasyków, działającego na Wydziale Filologicznym Uniwersytetu Łódzkiego.
- Jest członkiem stowarzyszeń naukowych, m.in. International Plato Society, Polskiego Towarzystwa Filologicznego, Łódzkiego Towarzystwa Naukowego.